# Roos Jonker
Roos Jonker (Leiden, 24 december 1980) is een Nederlandse zangeres.

## Biografie
Roos begon op jonge leeftijd met zingen en het spelen van saxofoon, harp en piano. Tussen 1999 en 2005 ontwikkelde zij zich op de jazzafdeling van het conservatorium van Amsterdam in traditionele jazz en improvisatie. Ze was leadzangeres bij het Glenn Miller Orchestra en toerde hiermee door Europa. Daarnaast zong ze bij verschillende bands en projecten als Dox' Family, Benny Sings, Kindred Spirits Ensemble en stond hiermee op festivals als North Sea Jazz en Lowlands. Ook begon zij te werken aan eigen composities en producties.

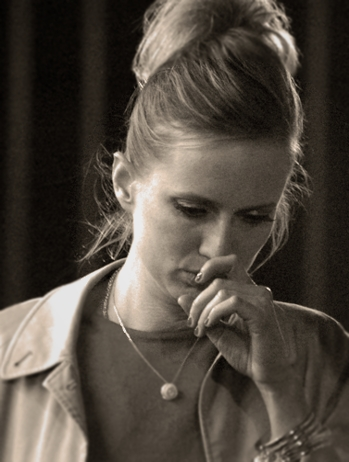
Roos op Noorderslag, 16 januari 2011.

Op 28 mei 2010 verscheen haar debuutplaat Mmmmm bij Dox Records. Op 31 mei werd het album gepresenteerd in het Comedy Theater in Amsterdam. In juni werd het album onder de naam Roos Jonker uitgebracht in Japan, waar het begin 2011 werd uitgeroepen tot Breakthrough album of the year in de categorie jazz op iTunes. Hierna werd de plaat ook nog uitgebracht in Thailand, Taiwan, Zuid-Korea en India.
Op 14 januari 2011 werd ze door Dagblad De Pers getipt als act, die je niet mag missen in 2011. Op 16 januari trad Roos met haar band op tijdens het Noorderslag Festival in Groningen op het Radio 6-podium. Ze kreeg diverse goede kritieken voor het optreden. Op 26 januari maakte ze haar televisiedebuut met een optreden in De Wereld Draait Door.
Naast haar solocarrière speelt zij in de formatie We'll Make It Right, die is ontstaan vanuit het In A Cabin With project. In 2011 bracht de band hun tweede album ‘We'll Right It Make’ uit. In augustus 2011 traden ze op in Tokio en Osaka.

## Discografie

### Solo
| Album met eventuele hitnotering(en) in de Nederlandse Album Top 100 | Datum van verschijnen | Datum van binnenkomst | Hoogste positie | Aantal weken | Opmerkingen |
| ------------------------------------------------------------------- | --------------------- | --------------------- | --------------- | ------------ | ----------- |
| Mmmmm                                                               | 31-05-2010            | 29-01-2011            | 37              | 2            |             |

### Discografie metWe'll Make It Right
| Album met eventuele hitnotering(en) in de Nederlandse Album Top 100 | Datum van verschijnen | Datum van binnenkomst | Hoogste positie | Aantal weken | Opmerkingen |
| ------------------------------------------------------------------- | --------------------- | --------------------- | --------------- | ------------ | ----------- |
| In A Cabin With                                                     | 2009                  |                       |                 |              |             |
| We'll right it make                                                 | 2011                  |                       |                 |              |             |